# مانويل نيكوليتي
مانويل نيكوليتي (بالإيطالية: Manuel Nicoletti)‏ (9 ديسمبر 1998 بإيطاليا - ) هو لاعب كرة قدم إيطالي في مركز الدفاع. لعب مع نادي كروتوني.

## وصلات خارجية
- مانويل نيكوليتي على موقع قاعدة بيانات كرة القدم.إي يو (الإنجليزية)
- مانويل نيكوليتي على موقع Soccerway.com (الإنجليزية)
- مانويل نيكوليتي على موقع عالم كرة القدم.نت (الإنجليزية)
- مانويل نيكوليتي على موقع AS.com (الإسبانية)